# Afonso I del Congo
Nzinga Mbemba o Nzinga Mvemba (c. 1456-1542 o 1543), también conocido como Afonso I, fue un monarca gobernante del Reino del Congo durante la primera mitad del siglo XVI. Gobernó el país entre 1509 y 1542 o 1543. Fue famoso por sus esfuerzos por introducir el cristianismo en el Congo, y por haber escrito una serie de cartas a los reyes portugueses denunciando la trata de esclavos. Solicitó a Portugal enviar misioneros y artesanos para llevar a cabo la modernización del país. Fue el primer rey africano en ser reconocido como tal en Europa.

## Contexto

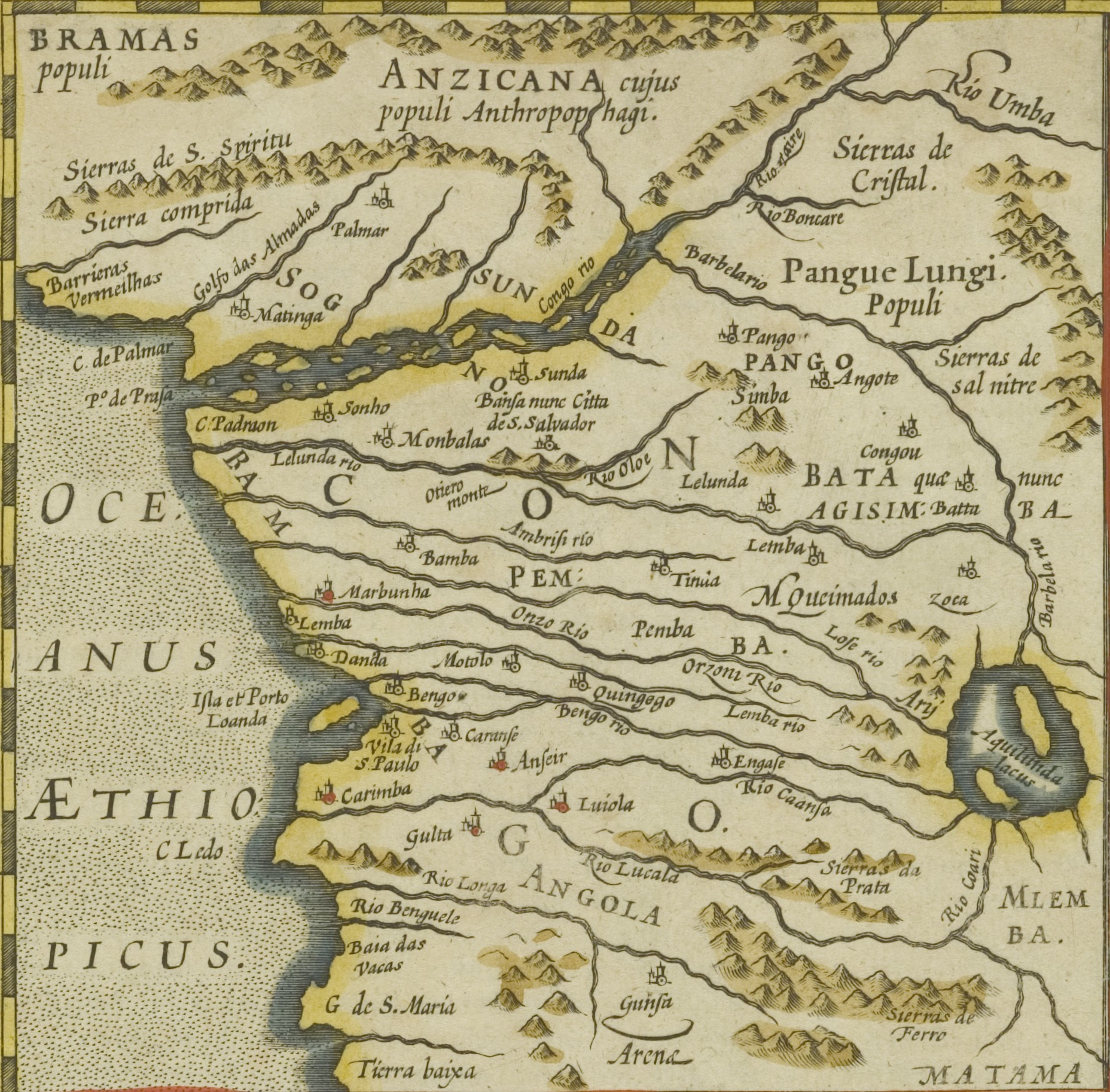
Mapa del Reino del Congo elaborado por el flamenco Gerard Mercator y publicado alrededor de 1623.

El primero que aplica al reconocimiento de las costas africanas el método y los medios necesarios es el príncipe de Portugal, el infante Enrique, nacido en 1393, que pasará a la posteridad como "Enrique el Navegante". Instalado en su palacio de Sagres, colecciona todos los documentos que puede encontrar sobre la técnica de la navegación, convoca al cartógrafo mallorquín Jaume Ribes y hace construir astilleros. Abocado a extender el impulso de la "Reconquista", y a arrebatar a los árabes el monopolio de la ruta de la India, concibe el plan de evitar las posiciones mediterráneas del mundo árabe, pasando por el Océano Atlántico. En una primera etapa tratan de asegurar escalas en las islas que hay a lo largo del litoral africano. En 1420 ocupan la isla de Madeira; en 1425 las Canarias, que ya se encontraban en posesión de los españoles; en 1431 descubren y toman posesión de las Azores. En 1445 construyen una fortaleza en Arguin y se instaura un comercio regular con los moros. Hacia 1444-1447 exploran el Cabo Verde, la costa de Senegal, la desembocadura del río Gambia y la futura Guinea portuguesa. En 1460 muere Enrique, pero ya el impulso está dado. En 1469 encomiendan la exploración de la costa al terrateniente Fernao Gomes, que se compromete a avanzar la exploración cien leguas al año; de esta manera, en 1471 alcanzan la Costa de Oro, y para 1472 Fernando Po descubre la isla a la que le da su nombre, el Río de los Camarones, o Camerún, y por primera vez los europeos cruzan el ecuador, llegando a la isla de Santo Tomé.
En 1482 Diogo Cão, amigo de Enrique, descubre la desembocadura de un río muy caudaloso, el río Congo, y coloca en las orillas de su desembocadura mojones de piedra, los padrãos, grabados con inscripciones que proclamaban la toma de posesión. Al año siguiente remonta el río, y se entera de la existencia, en el interior del territorio, de un vasto reino negro. Diogo volvió varias veces como embajador de Portugal, especialmente entre los años 1485 y 1487. El regreso portugués más importante tuvo lugar en 1490, ya que el rey de Portugal concedió de forma inmediata al rey del Congo una ayuda y asistencia cultural y técnica enviando albañiles, misioneros y carpinteros.
Antes de la llegada de los europeos, existían en la zona del litoral del río Congo una serie de pequeños "reinos". En la parte del litoral situada entre el estuario del Congo y el Benguela, al Sur, y en el interior del territorio, hay toda una proliferación de pequeñas hegemonías: al norte del estuario, el Loango, el Kakongo, el Ngoyo; al sur, el Mbata, el Mbamba, el Mpemba, el Nsundi, el Mpango y el Sonyo; al sur del río Cuanza, el Ndongo, cuyo soberano era el Ngolo (origen del nombre portugués de Angola). El centro de todo esto, el lazo de unión entre estos diversos reinos era el reino del Congo: el pueblo bantú de los bakongos tenía un soberano, el manicongo (o "Señor del Congo"), en un estado cuya capital se encontraba, a la llegada de los portugueses, en Mbanzacongo. Este reino había sido fundado, sin duda, hacia principios del siglo XV, quizá por emisarios de las hegemonías luba-lundas, seguramente por jefes "herreros", buenos cazadores y buenos guerreros. Se encuentran numerosos restos de herrerías muy antiguas a orillas del Kwango.
El manicongo más antiguo conocido se llamaba Nimi o Lukani. Su nieto se llamaba Nzinga Nkuwu, y es a él a quién los portugueses de Diogo Cão visitarán en 1483. Nzinga Nkuwu envía en 1489 una embajada a Lisboa. Como consecuencia de esta misión comienza una cooperación concreta entre ambos soberanos. El rey de Portugal concede inmediatamente al rey del Congo una asistencia técnica y cultural, le envía albañiles, carpinteros y misioneros. Inmediatamente el manicongo se convirtió al cristianismo, y, en 1490, construyó la primera iglesia en la capital, Mbanza. Nkuwu prestó toda su apoyo a los misioneros para edificar iglesias y abrir escuelas. Él mismo adoptó un nombre cristiano, João I, y en adelante todos los manicongos pasarán a la historia con su nombre cristiano.

## Biografía

### Inicios
Nacido con el nombre de Nzinga Mbemba, hijo del manicongo João I, y bautizado con el nombre cristiano de Afonso. Según el propio relato de Afonso, su padre abjuró del cristianismo hacia el final de su reinado, luego de haber tenido que enfrentar la rebelión de su primo, Nzinga Mpangu, quien había sublevado a un cierto número de notables, descontentos con ciertas disposiciones de la moral cristiana impuesta por los misioneros portugueses, en especial la monogamia.
Afonso, por el contrario, se convirtió en un cristiano devoto, e inició su vida política siendo designado por su padre para gobernar la provincia norteña de Nsundi, cuyo emplazamiento se encontraba a orillas del río Congo, a mitad de camino entre las actuales ciudades de Kinshasa y Matadi. Su mandato allí fue exitoso, extendiendo las fronteras de Nsundi al norte del río Congo. Las intrigas en la corte hicieron que el rey dudara de su hijo, quien fue desplazado del gobierno de Nsundi, aunque más tarde Afonso recuperó la confianza de su padre y fue devuelto a la provincia.
En la capital de su provincia, la ciudad de Mbanza-Nsundi (o simplemente Nsundi o Sundi), Afonso acogió a los clérigos y agentes portugueses que se habían visto obligados a abandonar la capital del Reino cuando el manicongo João I renunció al cristianismo alrededor de 1495. Entonces, para disgusto de muchos dentro de sus dominios, mandó quemar muchos objetos de arte tradicional, considerados "diabólicos" por los portugueses.

### Subida al poder
En 1507 su padre murió, y surgieron rivales potenciales para hacerse cargo del reino. Se trataba de una monarquía electiva, no hereditaria, por lo que Afonso no contaba con la seguridad de que el trono fuese a recaer en él. Fue su madre quien ayudó a Afonso en su intento de convertirse en rey, manteniendo en secreto la noticia de la muerte del rey João I. Esto le dio a Afonso tiempo de volver a la ciudad capital, Mbanza Kongo, y reunir seguidores. Así, cuando finalmente se anunció la muerte del rey, Afonso ya se encontraba en la ciudad.

#### La batalla de Mbanzacongo

Escudo de armas atribuido al Rey Afonso

La oposición más fuerte a la pretensión de Afonso vino de su medio hermano, Mpanzu a Kitima (o Mpanzu a Nzinga). Mpanzu levantó un ejército en las provincias e hizo planes para avanzar sobre Mbanzacongo. Según el testimonio de Afonso, Mpanzu renunció al cristianismo y se opuso a la conversión del país. En la batalla que siguió, mientras los seguidores Mpanzu trataban de asaltar la ciudad, este fue derrotado, según Afonso, cuando sus hombres vieron una aparición de Santiago el Mayor y el Espíritu Santo en el cielo. El ejército de Mpanzu huyó presa del pánico. Este milagro, que Afonso describe en una carta de 1509 (ahora perdida) se convirtió en la base del que sería el escudo de armas del Congo durante los siguientes tres siglos (hasta 1860). La alianza de Afonso con los portugueses rendiría frutos durante esta batalla por la sucesión al trono: una versión le atribuye la victoria sobre su hermano a la ayuda de las armas portuguesas.

### Reinado como manicongo
Prácticamente todo lo que se sabe acerca del Congo en la época del reinado de Afonso, se conoce gracias a su larga serie de cartas, escritas en portugués. Sobre todo las dirigidas a los reyes Manuel I y Juan III de Portugal. Estas cartas suelen ser muy largas y dar muchos detalles acerca de la administración del país. En muchas de ellas se queja por el comportamiento de algunos funcionarios portugueses.

#### La conversión del Congo
Afonso es famoso por su decidido intento por convertir al Congo en un país cristiano, estableciendo allí a la Iglesia Católica, financiándola con ingresos fiscales, y creando escuelas. Exigió la quema de todos los ídolos y objetos no cristianos que estuvieran relacionados con la hechicería y la magia borrando aspectos muy significativos del patrimonio cultural congoleño. Rebautizó la capital, Mbanza, con el nombre de San Salvador, y se construyeron una decena de iglesias, convirtiéndose en un hogar para los misioneros. Llegará un momento en el que varios millares de europeos residirán en San Salvador. Para 1516 había más de mil estudiantes en la Escuela Real, lo que, junto con la creación de más escuelas en las provincias, contribuiría al desarrollo de una nueva élite política letrada (ya que las escuelas no estaban destinadas al pueblo llano). Durante su reinado se terminará de construir la primera Catedral católica en la región. Más adelante los conflictos entre los misioneros lo llevarán a cancelar estos ambiciosos proyectos.
También trató de desarrollar una teología que combinase las tradiciones religiosas de su país con las del cristianismo. Estudió libros teológicos, a veces quedándose dormido sobre ellos, de acuerdo con Rui de Aguiar (el capellán real portugués enviado para ayudarlo). Para colaborar con esta tarea, y tras el fracaso de su proyecto inicial de escuelas, Afonso envió a varios de sus hijos y a los nobles a estudiar a Europa, incluyendo a su hijo Enrique, quien llegó al rango de obispo en 1518; la Santa Sede le asignó el obispado de Útica (en el norte de África), aunque en la práctica ejerció en el Congo desde su retorno en la década de 1520 hasta su muerte en 1531.
Manoel I de Portugal envía en 1512 una misión de cinco navíos que lleva al Congo artesanos, plantas de vivero y animales domésticos. Simón da Silva, jefe de la expedición, recibe el encargo de construir para Alfonso I un palacio de piedra con varias plantas, enseñarle a comportarse en la mesa, organizarle una corte, y, en resumen, hacerle llevar una existencia "digna de un rey muy cristiano". Crea títulos de nobleza, atribuyéndole a los señores negros títulos como marqués de Pembe, conde de Sonyo, duque de Bata, o gran duque de Bemba.

#### La trata de esclavos
Los portugueses no aportan una asistencia técnica totalmente desinteresada, quieren también hacer negocio. La orden escrita para la misión de Simón da Silva tenía una contraparte: se pide al rey del Congo que provea de marfil y esclavos; se espera que él favorezca la actividad de los negreros que vienen a proveerse a su territorio. Desde la isla de Santo Tomé, que poseía el monopolio del comercio con el África ecuatorial, los portugueses desdeñaron cualquier intento por parte del manicongo para detener o siquiera regular el comercio de esclavos en su reino.
A lo largo de su reinado Afonso escribió una serie de cartas a los soberanos de Portugal, reclamando por el comportamiento de los portugueses en el país, y su papel en el desarrollo del comercio de esclavos. Los acusó de asistir a los bandidos de su propio país y de adquirir ilegalmente personas libres para venderlas como esclavos, y amenazó con interrumpir completamente el comercio entre ambas naciones. Incluso se estableció un comité para determinar la legalidad de las personas esclavizadas presentadas para la venta. A pesar de esto, su carta de 5 de octubre de 1514 revela ciertas conexiones entre sus hombres, los mercenarios portugueses al servicio del Congo, y la captura y venta de esclavos, muchos de los cuales él conservó a su servicio.
Los capitanes de los buques europeos se dedicaban a comerciar a lo largo del río Congo, sin tener en cuenta las leyes comerciales del país. Afonso le pidió al rey de Portugal, Manuel I (cuyo gobierno duró de 1495 a 1521), enviar un emisario que tuviera jurisdicción especial sobre los ciudadanos portugueses en el Congo. En consecuencia, en 1512, Manuel diseñó un programa de cristianización y culturización, y envió a un embajador con un regimento (un reglamento o instrucción sistemática). Sin embargo este fracasó en su objetivo, principalmente por omisión, ya que en la práctica trató de limitar la soberanía del Congo en varios niveles. Comercialmente, se negó a restringir la actividad de aquellos comerciantes portugueses que violaran las leyes del Congo. En el ámbito judicial, toleró las actividades ilegales de los portugueses, como la trata de esclavos. Y en el ámbito religioso, pretendió borrar las costumbres tradicionales del país.
En 1526 Afonso escribió dos cartas sobre la trata de esclavos al rey de Portugal, quejándose de la complicidad de Portugal en la compra de las personas ilegalmente esclavizados.
En una de ellas escribe:
Cada día los traficantes secuestran a nuestra gente, a los hijos de este país, los hijos de nuestros nobles y vasallos, incluso gente de nuestra propia familia. Esta corrupción y depravación está tan generalizada que nuestra tierra está totalmente despoblada. En este reino solamente necesitamos sacerdotes y maestros, ninguna mercancía salvo vino y harina para la misa. Es nuestro deseo que este Reino no ser un lugar para el comercio o el transporte de esclavos.
Muchos de nuestros súbditos persiguen con ansiedad las mercancías portuguesas que sus súbditos han traído a nuestros dominios. Para satisfacer este apetito exagerado, secuestran a muchos de nuestros negros libres, y los venden. Después de llevar a estos prisioneros [a la costa] en secreto o durante la noche, tan pronto como los cautivos están en manos de los hombres blancos, se los marca con un hierro al rojo vivo.
Sin duda, la esclavitud era normalmente practicada en el reino del Congo; cuando se instalan las misiones cristianas, se les entregan no solamente tierras, sino también esclavos para trabajarlas. Pero lo que da al problema un nuevo aspecto, es que la demanda de los negreros portugueses hace pasar la esclavitud, de la limitada escala familiar, a la escala comercial, que no conoce límites. Los traficantes de esclavos portugueses se encontraban desenfrenados ante las perspectivas de hacer fortuna muy rápidamente, vendiendo en las Antillas siquiera unos centenares de negros, tan imperiosas eran las necesidades de las plantaciones españolas en Cuba, La Española y Nueva Granada.

### Muerte
Hacia el final de su reinado, los hijos y nietos de Afonso comenzaron maniobras para la sucesión.
Incluso en el domingo de Pascua de 1539, mientras celebraba misa, unos conspiradores, incluyendo residentes portugueses en el país relacionados con el comercio de esclavos, realizaron un atentado fallido contra su vida.
Murió a finales de 1542 o tal vez a principios de 1543, dejando a su hijo Pedro como sucesor. Aunque su hijo fue derrocado luego por su nieto Diogo (en 1545), y tuvo que refugiarse en una iglesia, sus nietos y los descendientes de tres de sus hijas dieron origen a muchos reyes posteriores. La dinastía bantú cristiana en el Reino del Congo duraría hasta el siglo XVII.